# 591 v. Chr.
Portal Geschichte | Portal Biografien | Aktuelle Ereignisse | Jahreskalender | Tagesartikel

◄ |
7. Jahrhundert v. Chr. |
6. Jahrhundert v. Chr. |
5. Jahrhundert v. Chr. |
►

◄ | 610er v. Chr. | 600er v. Chr. | 590er v. Chr. | 580er v. Chr. |
570er v. Chr. |
►

◄◄ | ◄ | 594 v. Chr. | 593 v. Chr. | 592 v. Chr. | 591 v. Chr. |
590 v. Chr. |
589 v. Chr. |
588 v. Chr. |
► |
►►

## Ereignisse

### Politik und Weltgeschehen
- Zhuang, König des Teilreiches Chu in China und einer der fünf Hegemonen zur Zeit der Frühlings- und Herbstannalen, stirbt. Nachfolger wird sein Sohn Gong.

### Wissenschaft und Technik

#### Kaiserreich China
- Das unter Kanzler Sunshu Ao errichtete Absperrbauwerk für das Quebei-Bewässerungsprojekt bei Shouxian im chinesischen Staat Chu wird fertiggestellt. Mit einer Höhe von 31 m ist dieses Bauwerk mehrere Jahrhunderte lang die höchste Talsperre der Erde.

#### Neubabylonisches Reich
- Im babylonischen Kalender fällt der Jahresbeginn des 1. Nisannu auf den 1.–2. April[1], der Vollmond im Nisannu auf den 14.–15. April,[1] der 1. Ululu auf den 27.–28. August[1] und der 1. Tašritu auf den 25.–26. September[1].[2]
- Babylonische Astronomen protokollieren im 14. Regierungsjahr des babylonischen Königs Nebukadnezar II. (591 bis 590 v. Chr.) ihre Beobachtungsergebnisse der Mondfinsternis vom 14./15. September (13. Ululu).

### Kultur
- Die Dichterin Sappho kehrt von ihrem Exil in Sizilien nach Lesbos zurück und versammelt dort eine Gruppe von Schülerinnen um sich.

## Gestorben
- Zhuang, chinesischer Herrscher des Teilstaates Chu und einer der Fünf Hegemonen in der Zeit der Frühlings- und Herbstannalen (* vor 613 v. Chr.)